# 丸木英二
丸木 英二（まるき えいじ、1943年5月25日 - ）は、日本の柔道家。身長172cm。得意技は背負投、大内刈。兵庫県出身。

## 経歴
柔道は幼少の頃から始めた。浪商高校から関西大学進学後、全日本学生柔道選手権大会の中量級で優勝を果たした。さらに1967年の世界選手権でも決勝でオランダの選手を破り優勝した 1965年の世界選手権軽量級で優勝した松田博文とは大学時代に同級生だった。1968年には世界チャンピオンである天理大学助手の岡野功や翌年に兄弟で世界チャンピオンとなる福岡工業大学の園田義男、園田勇などとともにソ連とハンガリーへの遠征を行った。ソ連における団体戦でチームは3戦とも圧勝した。続いてハンガリーにおける団体戦では日本チームは2度一本勝ちして初めて勝利となる変則ルールの下で試合が行われたが、全試合で勝利を収めた。なお、個人戦の中量級では決勝で園田勇に内股で敗れて2位だった。

## 主な戦績
- 1965年 -　全日本学生柔道選手権大会中量級 優勝
- 1967年 -　世界選手権中量級 優勝

(出典、JudoInside.com)。